# Пеулешть (комуна, Прахова)
Пеулешть, Пеулешті (рум. Păulești) — комуна у повіті Прахова в Румунії. До складу комуни входять такі села (дані про населення за 2002 рік):
- Геджень (2076 осіб)
- Кокошешть (769 осіб)
- Пеулешть (1975 осіб)
- Пеулештій-Ной (350 осіб)

Комуна розташована на відстані 63 км на північ від Бухареста, 8 км на північний захід від Плоєшті, 77 км на південь від Брашова.

## Населення
За даними перепису населення 2002 року у комуні проживали 5170 осіб.
Національний склад населення комуни:
| Національність | Кількість осіб | Відсоток |
| -------------- | -------------- | -------- |
| румуни         | 5150           | 99,6%    |
| угорці         | 3              | 0,1%     |
| цигани         | 2              | < 0,1%   |
| греки          | 2              | < 0,1%   |
| італійці       | 1              | < 0,1%   |

Рідною мовою назвали:
| Мова       | Кількість осіб | Відсоток |
| ---------- | -------------- | -------- |
| румунська  | 5152           | 99,7%    |
| угорська   | 3              | 0,1%     |
| грецька    | 2              | < 0,1%   |
| німецька   | 1              | < 0,1%   |
| італійська | 1              | < 0,1%   |

Склад населення комуни за віросповіданням:
| Релігія                             | Кількість осіб | Відсоток |
| ----------------------------------- | -------------- | -------- |
| православні                         | 4956           | 95,9%    |
| адвентисти                          | 63             | 1,2%     |
| п'ятдесятники                       | 44             | 0,9%     |
| бретрени                            | 41             | 0,8%     |
| лютерани                            | 29             | 0,6%     |
| баптисти                            | 17             | 0,3%     |
| римо-католики                       | 11             | 0,2%     |
| греко-католики                      | 3              | 0,1%     |
| реформати                           | 2              | < 0,1%   |
| лютерани (Аугсбурзького сповідання) | 2              | < 0,1%   |
| мусульмани                          | 1              | < 0,1%   |
| старообрядці                        | 1              | < 0,1%   |

## Зовнішні посилання
- Дані про комуну Пеулешть на сайті Ghidul Primăriilor